# キシリトール

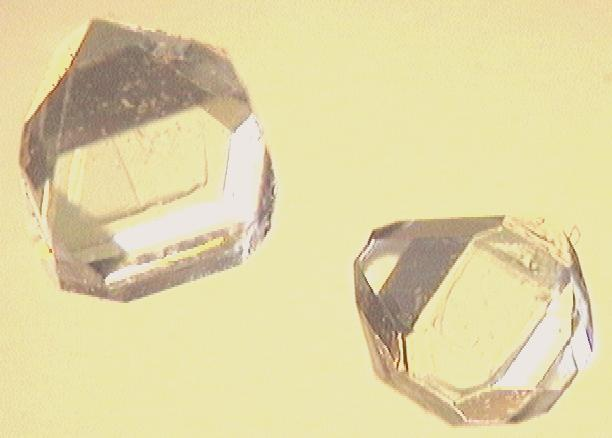
キシリトールの結晶

フィッシャー投影式

キシリトール (xylitol) は化学式 C5H12O5 で表される、キシロースから合成される糖アルコールの一種。メソ化合物である。天然の代用甘味料として知られ、最初はカバノキから発見されギリシア語 Ξυλον（Xylon、木）から命名された。北欧諸国で多用されている。旧厚生省は天然にも存在する添加物に分類している。
冷涼感があり、後味の切れが早い。スクロースと同程度の甘みを持ち、エネルギーが4割と低い。分子量は152.15である。また、加熱による甘みの変化がないため、加工にも適している。

## 医療への応用
う蝕
キシリトールは口腔内の細菌による酸の産生がほとんどなく、またミュータンス菌（Streptococcus mutans）の一部の代謝を阻害（無益回路の生成による）する効果があることから、非う蝕性甘味料として知られる。1976年にアリエ・シェイニンらがフィンランドで行った実験をはじめとして、う蝕予防効果があることが実証されている。しかし、キシリトールの再石灰化促進作用については証明されておらず、非う蝕原性であるが抗う蝕性と言うことはできない。現状での結論として、キシリトール配合のガムなどを適切に利用することでう蝕の予防に一定の効果が認められるが、う蝕が治るということはないとされている（ガムをかむことにより分泌される唾液による口内の清浄化効果、pHが低下しない状態の維持とこれによる脱灰防止と歯の再石灰化促進効果はあるものの、それは「キシリトールそのもの」とは関係がない）。
口腔衛生
口腔内の細菌による酸の産生がほとんどなく、また清涼効果や湿潤効果、味による唾液分泌効果、洗浄効果があるので用いられる。
糖尿病
キシリトールは上記の通り、スクロースに比べカロリーが4割低い。この他、スクロースより吸収速度が遅いため、血糖値の急上昇を引き起こさない。
骨粗鬆症
キシリトールは骨粗鬆症の治療に役立つ可能性が指摘されている。フィンランドの研究者グループは、研究のネズミで骨の弱体化が防がれ、骨密度が改善されたことを発見した。
急性中耳炎
キシリトールのガムが急性中耳炎を防ぐのに役立つことを示した研究報告がある。

## 健康上の問題
キシリトールは、他の糖アルコールの大部分と同様、弱い下剤の働きをする。毒性は無い。キシリトールの摂取回数の増加に伴う下痢の発生頻度の増加は見られず、う蝕予防効果を期待するレベルのキシリトールガム摂取は胃腸状態にほとんど影響しないとする実験結果もある。
主にガムなどでキシリトール配合による虫歯予防を謳っている製品があるが、キシリトール以外に砂糖など、う蝕性の高い甘味料が配合されている場合、虫歯予防本来の効果は期待できない。キシリトールの摂取を国を挙げて推進している国、フィンランド歯科医師会のキシリトール製品推薦条件は以下である。
- キシリトールが甘味料中50%以上含まれていること
- キシリトール以外の甘味料は、低酸産生のものを使用していること
- 製品にはクエン酸のような、酸触症発生の危機のある酸を含んではならない
- 口腔内での酸産生試験を行い、非酸産生を確認すること

健康にリスクがあるかもしれないというような研究の発表が報じられている。

## イヌへの影響
イヌに対してはインスリンの分泌を促進し、長期間かつ多量に与えた場合には肝臓へのグリコーゲンの蓄積が起こるが、単回投与における毒性は極めて低いとされる。獣医師による研究ではイヌが摂取した場合、多量のインスリンを放出し肝機能に影響が出るなど、場合によっては生命に危険が及ぶとの報告もある。ただし、肝臓障害の原因はまだ明らかではない。
食事の有無や咀嚼の有無などに左右されるが、100mg/kg以上のキシリトール摂取によって、過剰にインスリンが分泌され、血糖値が低下し、嘔吐や沈鬱、衰弱などの臨床症状が現れる。